# Trisíl·lab
Un trisíl·lab és un mot o un vers de tres síl·labes.
Els versos trisíl·labs no són gaire freqüents en la mètrica catalana, tot i que n'hi ha exemples memorables i de vegades es troben intercalats en combinació amb altres versos.
En la poesia trobadoresca són més aviat rars, per tal com es prescrivia un mínimum de quatre síl·labes (tetrasíl·labs). En la poesia moderna i contemporània és un format curt amb continguts poètics semblants al haiku d'origen japonès. Exemple:
| «                                                                  | Contra el sol la blavor, aquest tronc d'arbre mort. | » |
| — Salvador Espriu i Castelló, Poema XLIV de La Pell de Brau (1960) |                                                     |   |